# Планинарски дом „Војводина”
Планинарски дом „Војводина” се налази у источном делу Фрушке горе, на Иришком Венцу, власништво је ПСД „Лазар Марковић” из Ирига.
Дом је зидана спратна зграда, у приземљу је рецепција и ресторан са 110 места у затвореном и 200 места у отвореном делу, а на спрату има 12 двокреветних соба са укупно 30 лежаја. Ресторан је специјализован за припрему јела од дивљачи и јела са роштиља.
Дом ради као смештајно-угоститељски објекат и стално је отворен. 